# La gang
La gang (The Racket) è un film del 1951 diretto da John Cromwell.

## Trama
Negli anni, la determinazione con cui il capitano Thomas McQuigg ha condotto la lotta contro gli interessi di una potente organizzazione politico-affaristica, guidata da un invisibile "vecchio", che controlla anche consistenti settori della giustizia e della polizia locale di una città del Midwest, gli è costata cara in termini di isolamento e di avanzamenti di carriera.
In particolare ha assunto i caratteri di una questione personale l'odio per il gangster Nick Scanlon, cui il racket affida il "lavoro sporco". D'altro canto, la brutalità con cui quest'ultimo persegue le sue finalità ha cominciato a creare degli imbarazzi anche ai suoi mandanti.
Al termine di una guerra senza quartiere, che lascia sul terreno una lunga scia di vittime, sarà la stessa organizzazione a sbarazzarsi di Scanlon, ma il detective riuscirà a scalfire la rete di complicità ed omertà che proteggeva l'associazione criminale.